# Vangelis
Evangelos Odysseas Papathanassiou (tiếng Hy Lạp: Ευάγγελος Οδυσσέας Παπαθανασίου [evˈaɲɟelos oðiˈseas papaθanaˈsiu]; sinh ngày 29 tháng 3 năm 1943 - mất ngày 17 tháng 5 năm 2022), được biết đến với tên Vangelis (tiếng Hy Lạp: Βαγγέλης [vaɲˈɟelis]) là một nhà soạn nhạc điện tử, progressive, ambient, jazz và nhạc giao hưởng người Hy Lạp.